# Кызыл Яр (Альшеевский район)
Кызыл Яр (баш. Ҡыҙыл Яр) — упразднённый в 1986 году посёлок Слаковского сельсовета Альшеевского района Башкирской АССР.

## История
В 1952 году — посёлок Кзыл-Яр, входящий в Слаковский сельсовет.
Исключен из учетных данных Указом Президиума ВС Башкирской АССР от 12.12.1986 N 6-2/396 «Об исключении из учетных данных некоторых населенных пунктов»).

## Географическое положение
Расстояние до:
- районного центра (Раевский): 26 км,
- центра сельсовета (Слак): 6 км,
- ближайшей железнодорожной станции (Шафраново): 9 км.